# Krplivnik
Krplivnik (madžarsko Kapornak) je naselje v Občini Hodoš. Kraj je opredeljen kot območje, kjer avtohtono živijo pripadniki madžarske narodne skupnosti in kjer je poleg slovenščine uradni jezik tudi madžarščina.